# Erica Vaal
Erica Vaal Roberts (también conocida como Ricky Denver; Viena, Austria; 1927-Staatz, Austria; 17 de octubre de 2013) fue una actriz de teatro, cine y televisión, escritora, locutora de radio y presentadora austriaca. Fue más conocida por su trabajo como locutora de radio austriaca. También fue fotógrafa.

## Carrera

### Educación
Erica Vaal terminó el instituto y sus estudios de actriz en la Universidad de Música y Arte Dramático de Viena.

### Actuación y Festival de la Canción de Eurovisión 1967
Tras acabar sus estudios, se mudó a Roma, donde actuó en varios teatros, actos de televisión y películas internacionales como The Journey (1959), Thunderstorm (1956) y varias películas italianas como I pompieri di Viggiù (1949), como Ricky Denver. Tras ello, también actuó en México, España y Alemania.
Cuando volvió a Viena, la Televisión Austriaca la eligió para presentar el Festival de la Canción de Eurovisión 1967, presentando y despidiendo el festival en seis idiomas, incluyendo el español. Vaal continuó su carrera de actuación en teatros alrededor de Alemania y Austria.
Tras la exitosa presentación del Festival de Eurovisión, Ö3, la Televisión Austriaca, contrató a Vaal para crear y presentar programas, que incluyeron la exitosa radio Musik aus Lateinamerica, entre otras. Este programa de radio duró 25 años. Durante su búsqueda para el contenido de este, Vaal viajó frecuentemente a América Latina y a las islas del Caribe.
Ella comprendió y documentó la mentalidad de la gente, sus costumbres, su música y sus religiones a fondo. Su programa de radio la convirtió en la coordinadora no oficial y representante cultural de la mayoría de países hispanohablantes en Austria. En 1992 y 1993, estudió los bailes de los dioses africanos en la Universidad de La Habana.
Vaal también escribió y moderó los programas Evergreens, Musicals, Stars von Druben y programas de una hora en Pop Musik para la Radio Austriaca. Sus programas se emitieron en Austria, Alemania y parcialmente en Suiza.

### Escritura
Su experiencia la llevó a publicar Wo Die Sonne Tanzt, que fue publicado por Austria Press. Su segundo libro, Jineteras, a New Form of Prostitution in Cuba, fue publicado en Austria y Alemania.

### Fotografía
La primera exhibición de fotografía de Vaal, «Las flores de la 5ª avenida» (en blanco y negro), se exhibió en el Museo de Etnología (Völkerkundemuseum) de Viena, desde diciembre de 1999 hasta febrero de 2000. En noviembre de 2000, creó un calendario en color, que incluía arte cubano al que llamó «Sabor Cubano».

## Vida personal
Vaal se casó con el productor de cine, Victor Pahlen, y tuvo una hija, Kyra Pahlen. Entonces se divorció y se casó con el actor Robert Roberts, también conocido como Paul Roberts.
Erica Vaal murió el 17 de octubre de 2013 en Staatz, Austria, a los 86 años.